# 特命捜査室
『特命捜査室』（とくめいそうさしつ）は、1969年7月3日から同年9月25日まで、フジテレビ系列にて放映されたテレビドラマ。

## 概要・ストーリー
前番組『ブラックチェンバー』と同じく、生島治郎作の小説『影が動く』などの“影シリーズ”を原作としている。
東京都内のとあるホテルの中に本部を置き、正体不明の人物から特命を受け、スパイ、極秘捜査などの活動を以って大きな事件を暴き出し解決していく、秘密捜査官グループの活躍を描く。
視聴率が低迷した前番組が方向転換するような形でスタートしたドラマで、ブラックチェンバーというタイトルが「パンチ力に欠ける」ということで本作では日本語タイトルに改められた。本作には『ブラックチェンバー』から、中山仁、千葉治郎、賀川雪絵がそれぞれ前作と同じ役名のままで続投している。また、本作は『ブラックチェンバー』と違い、明るいタッチの作風である。
- 本作品のポジフィルムの現存状況について、東映には第1話「005危機連発」の保存が確認されており、第2話「おかしなおかしなギャングたち」以降は行方不明になっている。
- 東映チャンネルで保存されている第1話が過去に放送された。
- 全13話が収録されたDVD、ブルーレイの発売はされていない。

## 放映データ
- 放映期間：1969年7月3日〜1969年9月25日
- 放映曜日・放映時間帯：毎週木曜日22時〜22時56分
- 放映話数：全13話
- 放映形式：モノクロ16mmフィルム

### スタッフ
- 原作：生島治郎
- プロデューサー：新藤善之（フジテレビ）、渡辺洋一（東映）、吉川進（東映）
- 脚本：放映リスト参照
- 監督：放映リスト参照
- 制作担当：桑原秀郎
- 進行主任：市倉正男
- 助監督 : 島崎喜美男、長石多可男
- 音楽：八木正生
- 擬斗：林成二郎
- 撮影：瀬尾脩
- 録音：岩田広一
- 記録 : とうまひろ子
- 照明：大町博信
- 美術：川村晴通
- 編集：大橋四郎
- 制作：フジテレビ、東映

## キャスト
- 鏡俊太郎：中山仁
- 桜弘子：桜町弘子
- 星一郎：大橋一元
- 英二：千葉治郎
- 南恭子：賀川雪絵
- 旭吾郎：高城丈二
- ナレーター：六本木真

## 放映リスト
| 回数 | 放送日        | サブタイトル                 | 脚本     | 監督     | ゲスト                                                     |
| ---- | ------------- | ---------------------------- | -------- | -------- | ---------------------------------------------------------- |
| 1    | 1969年 7月3日 | 005危機連発                  | 押川國秋 | 山田稔   | 江見俊太郎、宮口二朗、潮健児、森秋子、小川万里子、大前均   |
| 2    | 7月10日       | おかしなおかしなギャングたち |          | 村山新治 | 日野麻子、丹羽又三郎、天草四郎、石井隆一、吉田留美子       |
| 3    | 7月17日       | 真紅のプールサイド           | 伊上勝   | 関川秀雄 | 葉山良二、植村謙二郎、亀石征一郎、筑波久子、滝謙太郎       |
| 4    | 7月24日       | 誘拐共同作戦                 | 白井更生 | 加島昭   | 三原葉子、木山佳、稲吉靖                                   |
| 5    | 7月31日       | 消えた現金輸送機             | 牧野和夫 |          | 小堀明男、山口火奈子、滝恵一、吉原正皓、山中紘、山岡徹也   |
| 6    | 8月7日        | 吸血鬼のキスマーク           | 伊上勝   | 工藤栄一 | 田村奈巳、霧立はるみ、川端真二、初井言榮                   |
| 7    | 8月14日       | 化粧する女                   | 布勢博一 | 山田稔   | 寺島達夫、浜田ゆう子、北原義郎、青沼三郎                   |
| 8    | 8月21日       | 王女と引金                   | 押川國秋 | 加島昭   | 鶴見丈二、夏海千佳子、稲吉靖、高宮敬二、木島新一、仲子正介 |
| 9    | 8月28日       | デートは殺しのタイム         | 押川國秋 | 小西通雄 | 千葉真一、真理アンヌ、近藤宏、上野山功一                   |
| 10   | 9月4日        | 女とギャングとマシンガン     |          | 山田稔   | 大村文武、堀井永子、久富惟晴、蔵一彦                       |
| 11   | 9月11日       | 一匹狼（ローンウルフ）       |          | 島津昇一 | 村松英子、村上冬樹、夏八木勲、川合伸旺                     |
| 12   | 9月18日       | 休暇に殺しはごめんだ         | 押川國秋 | 山田稔   | 睦五郎、国景子、水上竜子、高品格、若原初子、大宮恵子       |
| 13   | 9月25日       | 血の商人                     | 西条道彦 | 佐伯清   | 由美てる子、沢村昌之助、長沢大、戸上城太郎                 |